# Rančířov
Rančířov är en ort i Tjeckien. Den ligger i regionen Vysočina, i den centrala delen av landet, 120 km sydost om huvudstaden Prag. Rančířov ligger 530 meter över havet och antalet invånare är 197.
Terrängen runt Rančířov är platt. Runt Rančířov är det ganska tätbefolkat, med 65 invånare per kvadratkilometer. Närmaste större samhälle är Jihlava, 3,7 km norr om Rančířov. Trakten runt Rančířov består till största delen av jordbruksmark.